# Ursula Patschke
Ursula Patschke (ur. 1911, zm. ?) – niemiecka aktorka, od 1935 roku pierwsza w historii spikerka telewizyjna, pracownica Telewizji Rzeszy im. Paula Nipkowa (do 1944 r.).